# Lemna

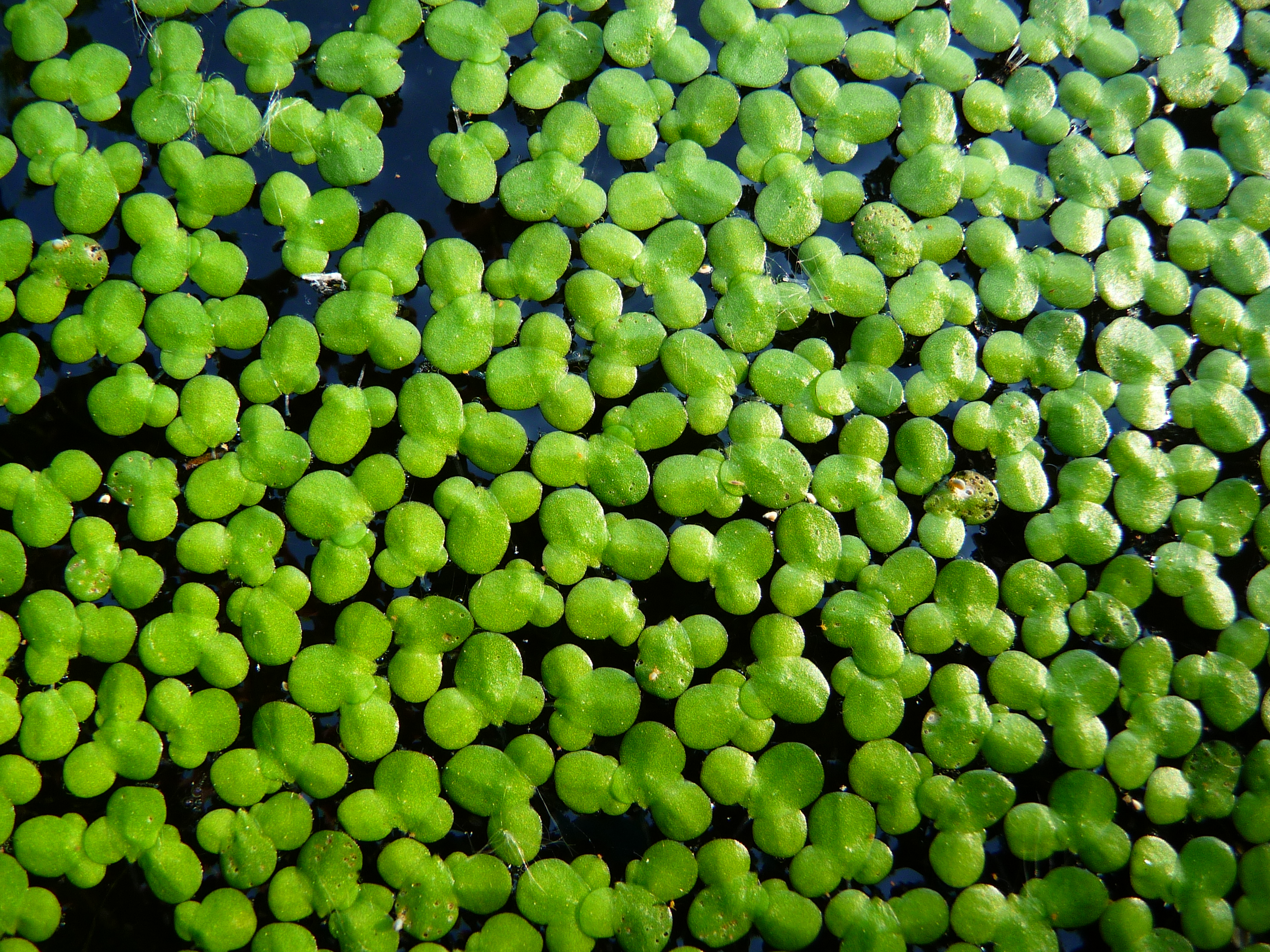
Lemna minor.

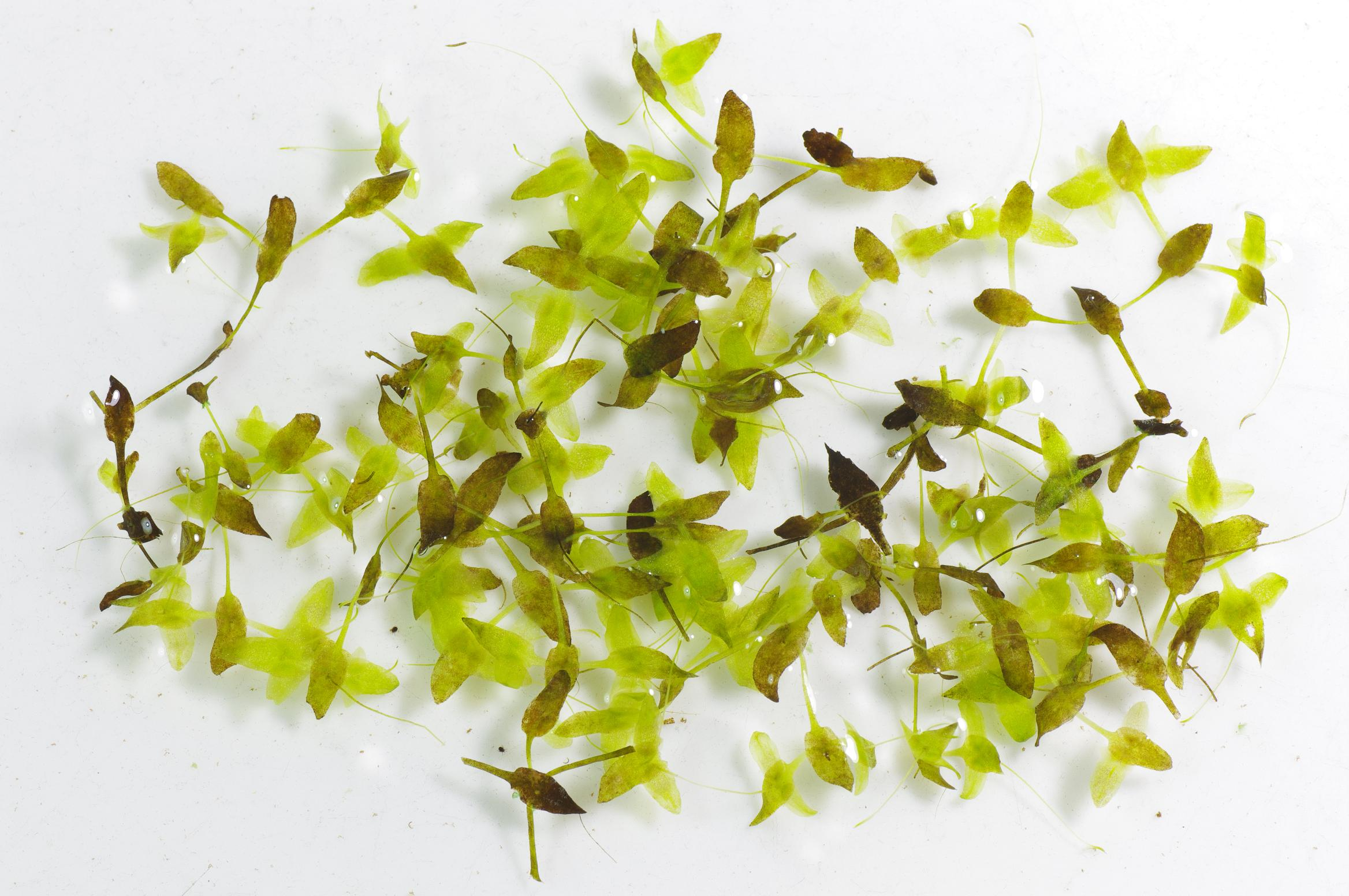
Lemna trisulca.

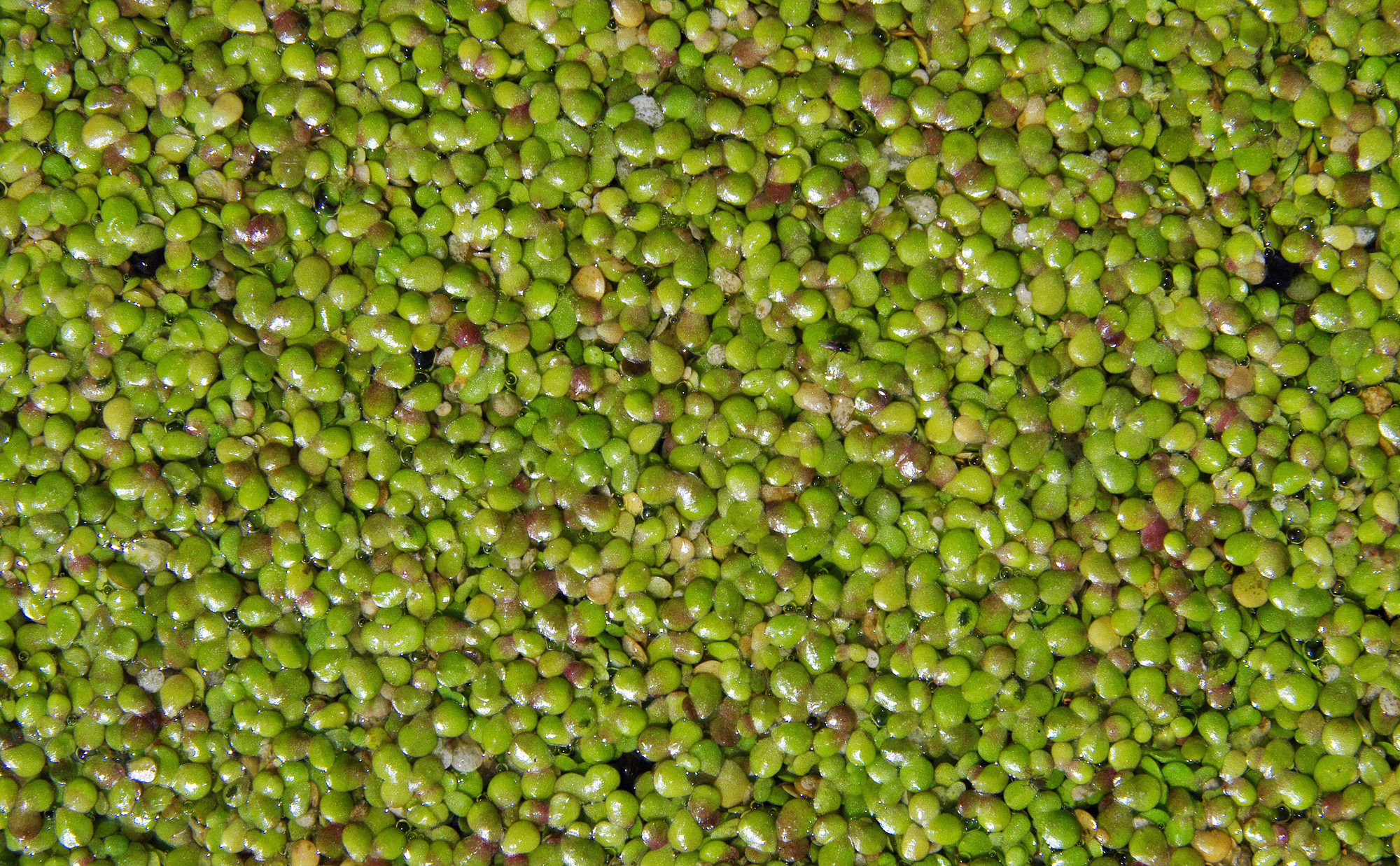
Lemna gibba.

Lemna é um género de plantas com flor aquáticas de livre flutuação pertencente à subfamília Lemnoideae (ex-família Lemnaceae) da família das Araceae. Presentemente existem 14 espécies de Lemna validamente descritas, todas taloides. Algumas das espécies deste género são utilizadas, por serem de crescimento rápido (em condições favoráveis o número de espécimes pode duplicar em 48 horas) e fáceis de cultivar em ambiente controlado e sem solo, são utilizadas como organismo modelo para estudos de ecologia das comunidades, estudos de biologia básica das plantas, ecotoxicologia e produção de biofármacos. Também são utilizadas como fonte de alimento para animais em pecuária e aquacultura e como constituinte de instalações para tratamento de esgotos.

## Descrição
As espécies do género Lemna são minúsculas plantas aquáticas de livre flutuação à superfície da água, constituídas por um aparelho vegetativo muito simplificado, formado por uma simples lamela verde, talosa, de dimensões reduzidas.
As estruturas taloides (por vezes designadas por frondes) são membranáceas, planas, elípticas a lineares, simétricas ou assimétricas, com 1–5 mm de comprimento e 0,5–3 mm de largura, arredondadas no ápice, com 1–3 nervuras e 1–3 pápulas, sem pontos proeminentes, mas com dois marsúpios laterais. As frondes flutuam livremente à superfície da água, apresentando na face inferior uma raiz filiforme única, com bainha lisa ou alada. As plantas ocorrem geralmente em grupos de 3-4, com as frondes parcialmente fundidas, formando populações densas na superfície de massas de água doce estagnada.
São plantas vivazes, em geral multiplicando-se por reprodução vegetativa através do fraccionamento das frondes. As flores ocorrem na região lateral da lâmina, muito simplificadas e sem prófilo, em número de duas ou três por planta, geralmente com uma flor pistilada (feminina) rodeada por duas flores estaminadas (masculinas).
Os minúsculos frutos são indeiscentes, flutuantes, contendo diversas sementes.
Na sua composição estas plantas apresentam de 8 a 10% de fibra. Com a gestão de fertilizantes, o conteúdo proteico pode aumentar até 45% do peso seco, o que torna estas plantas num bom suplemento proteico alternativo à carne.

## Taxonomia
O género foi descrito por Carolus Linnaeus e publicado em Species Plantarum 2: 970. 1753. A espécie tipo é Lemna minor.
O género Lemna foi incluído, em conjunto com as restantes Lemnoideae, numa família separada, as  Lemnaceae, mas os resultados obtidos com recurso às técnicas da biologia molecular levaram a que fossem consideradas um grupo altamente especializada de Araceae. Com base nesses resultados, a partir do sistema APG II foram integradas entre as Araceae, evitando que o grupo ficasse parafilético.
O género Lemna inclui as seguintes espécies:
Secção Lemna
- Lemna gibba L. – quase cosmopolita
- Lemna minor L. – cosmopolita
- Lemna trisulca L. – cosmopolita
- Lemna disperma Hegelmaier
- Lemna ecuadoriensis Landolt (considerada sinónimo taxonómico de Lemna obscura)[9]
- Lemna japonica Landolt - Japão, China, Coreia, Extremo Oriente da Rússia
- Lemna obscura (Austin) Daubs  - USA, México, Bahamas, Colômbia, Equador (alguns autores incluem Lemna ecuadoriensis Landolt neste taxon)
- Lemna turionifera Landolt - regiões temperadas da Europa, Ásia, América do Norte

Secção Alatae
- Lemna aequinoctialis Welw. – cosmopolita nas regiões tropicais e subtropicais
- Lemna perpusilla Torr. – leste dos USA, Quebeque

Secção Biformes
- Lemna tenera Kurz – Indochina, Samatra, Northern Territory da Austrália

Secção Uninerves
- Lemna minuta Kunth – América do Norte e América do Sul
- Lemna valdiviana Phil.
- Lemna yungensis Landolt - Bolívia

Anteriormente incluídas neste género
Estiveram incluídas neste género diversa espécies, entretanto movidas para outros agrupamentos taxonómicos:
- Landoltia punctata (G.Mey.) Les & D.J.Crawford (como Lemna oligorrhiza Kurz e L. punctata G.Mey.)
- Spirodela polyrhiza (L.) Schleid. (como Lemna polyrhiza L.)
- Wolffia arrhiza (L.) Horkel ex Wimm. (como Lemna arrhiza L.)

## Classificação lineana do género
| Sistema | Classificação                   | Referência               |
| ------- | ------------------------------- | ------------------------ |
| Linné   | Classe Monoecia, ordem Diandria | Species plantarum (1753) |

## Galeria

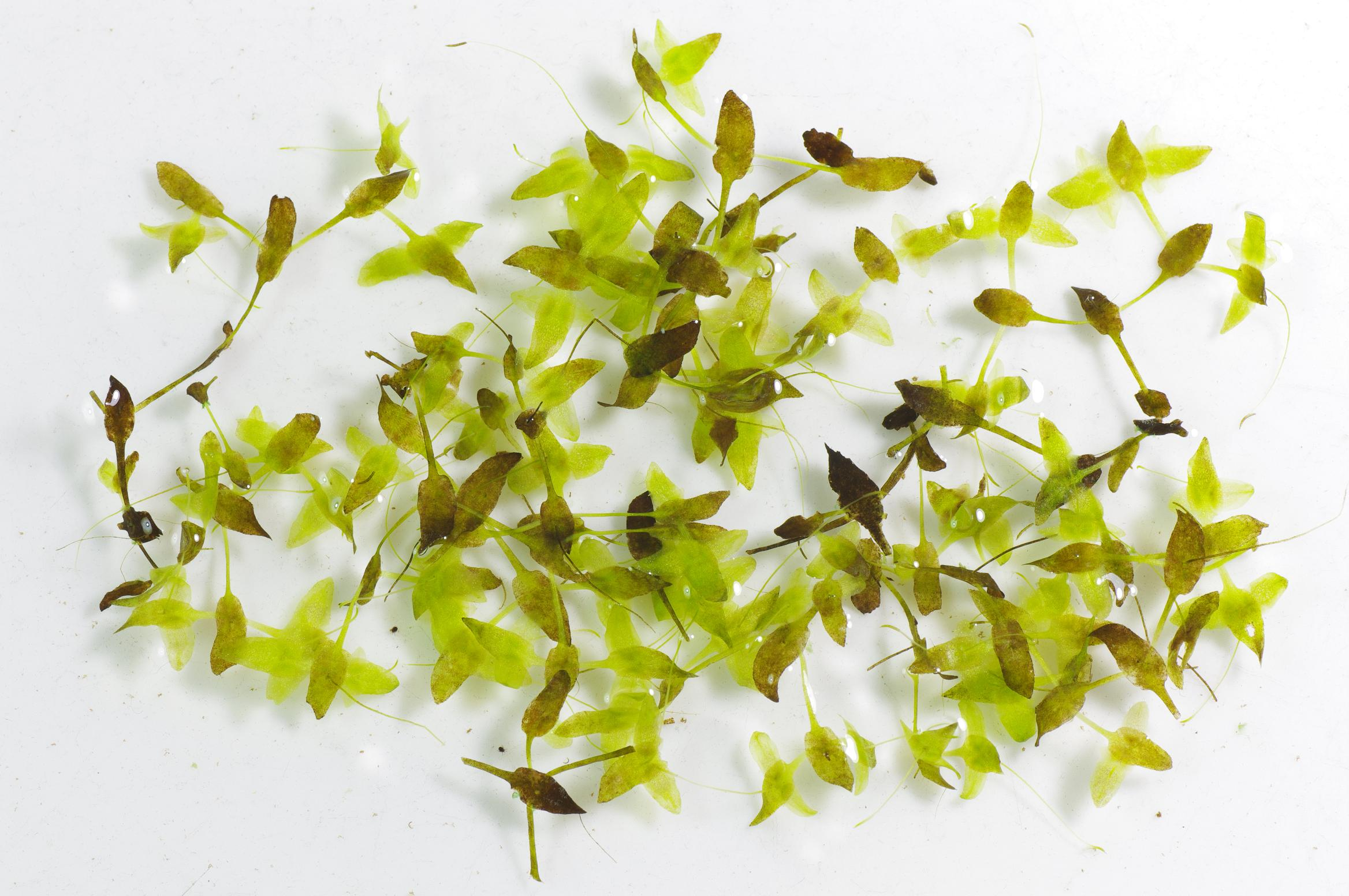
Lemna trisulca.
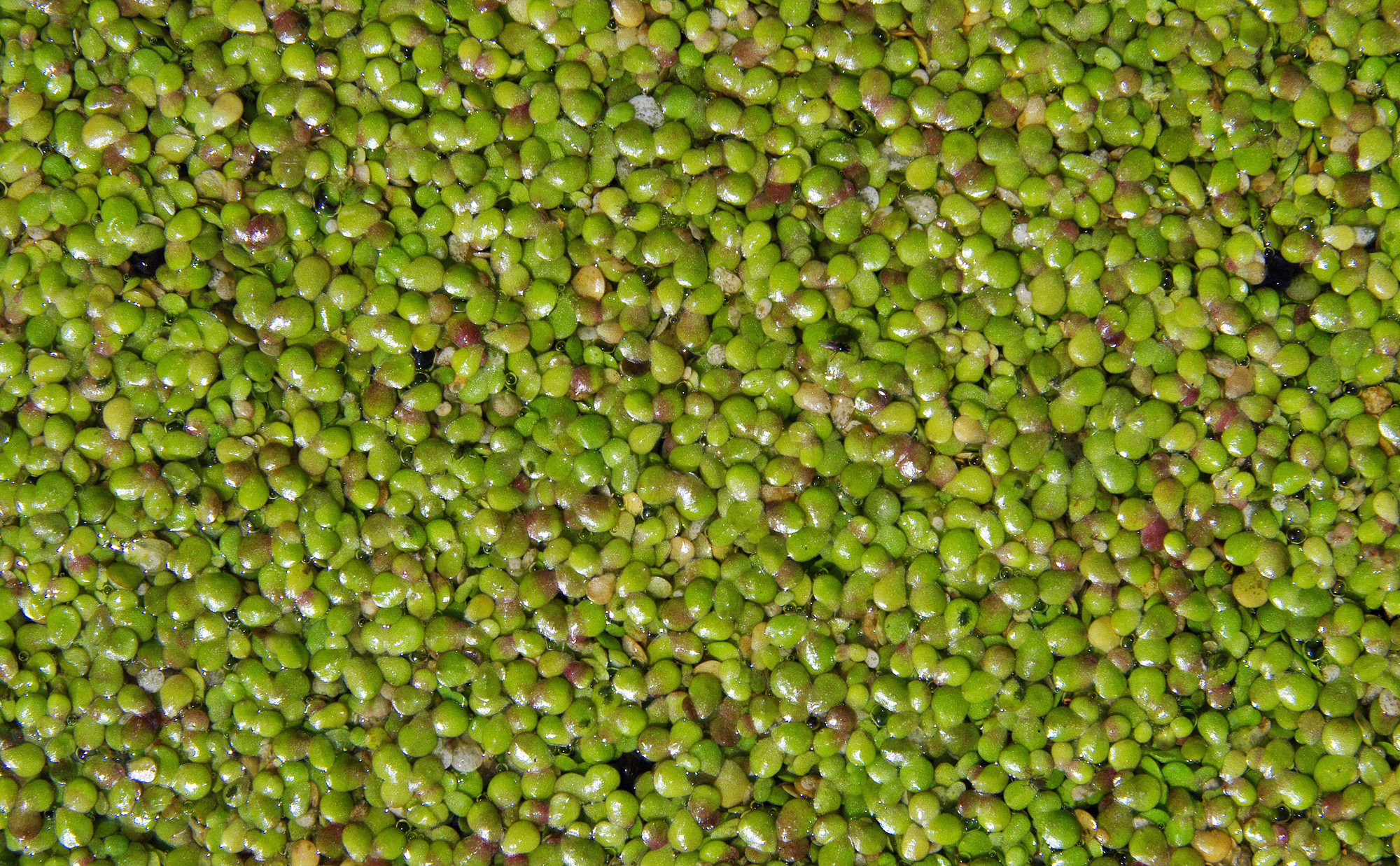
Lemna gibba.
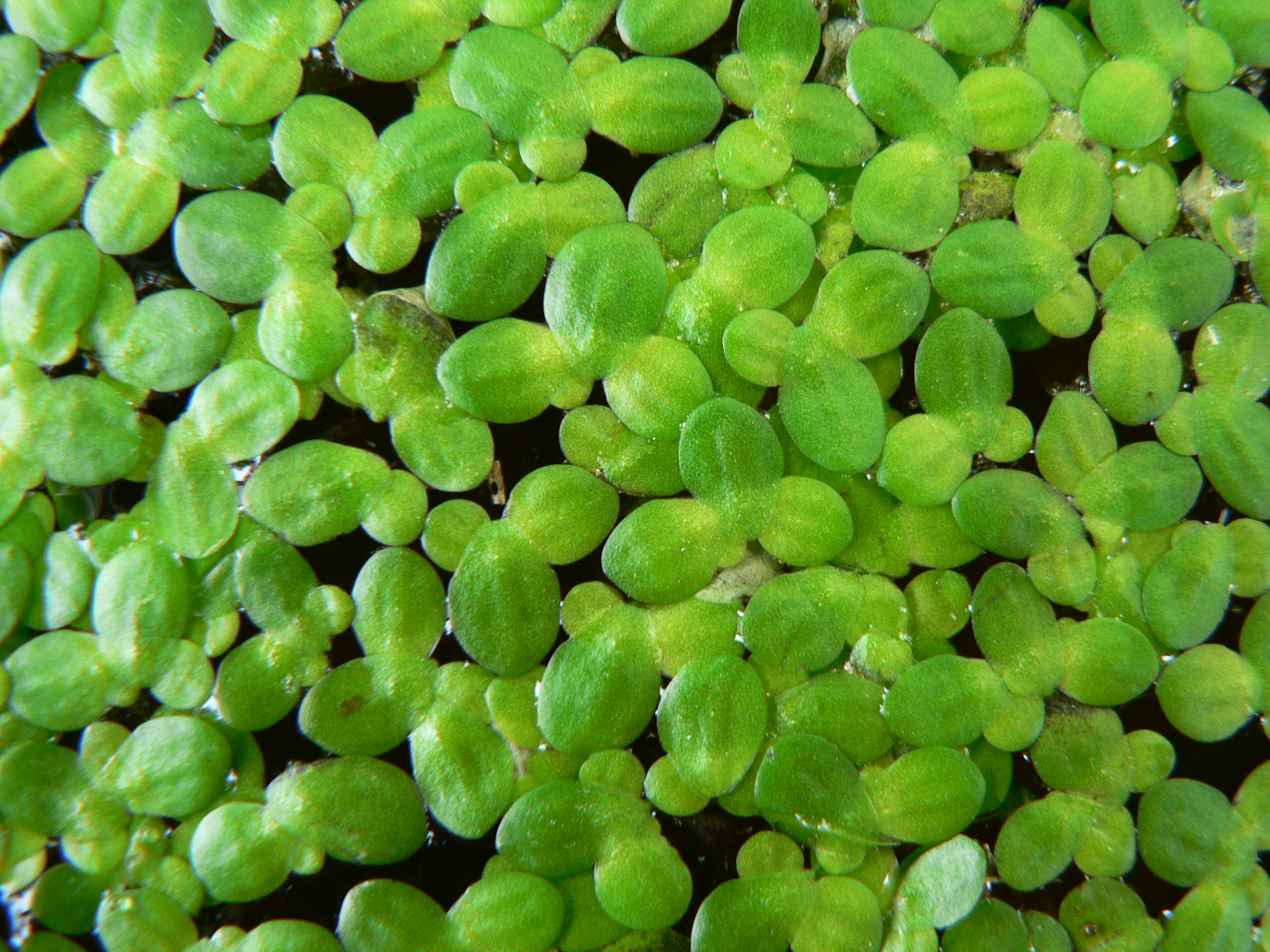
Lentilha-de-água (Lemna minor).
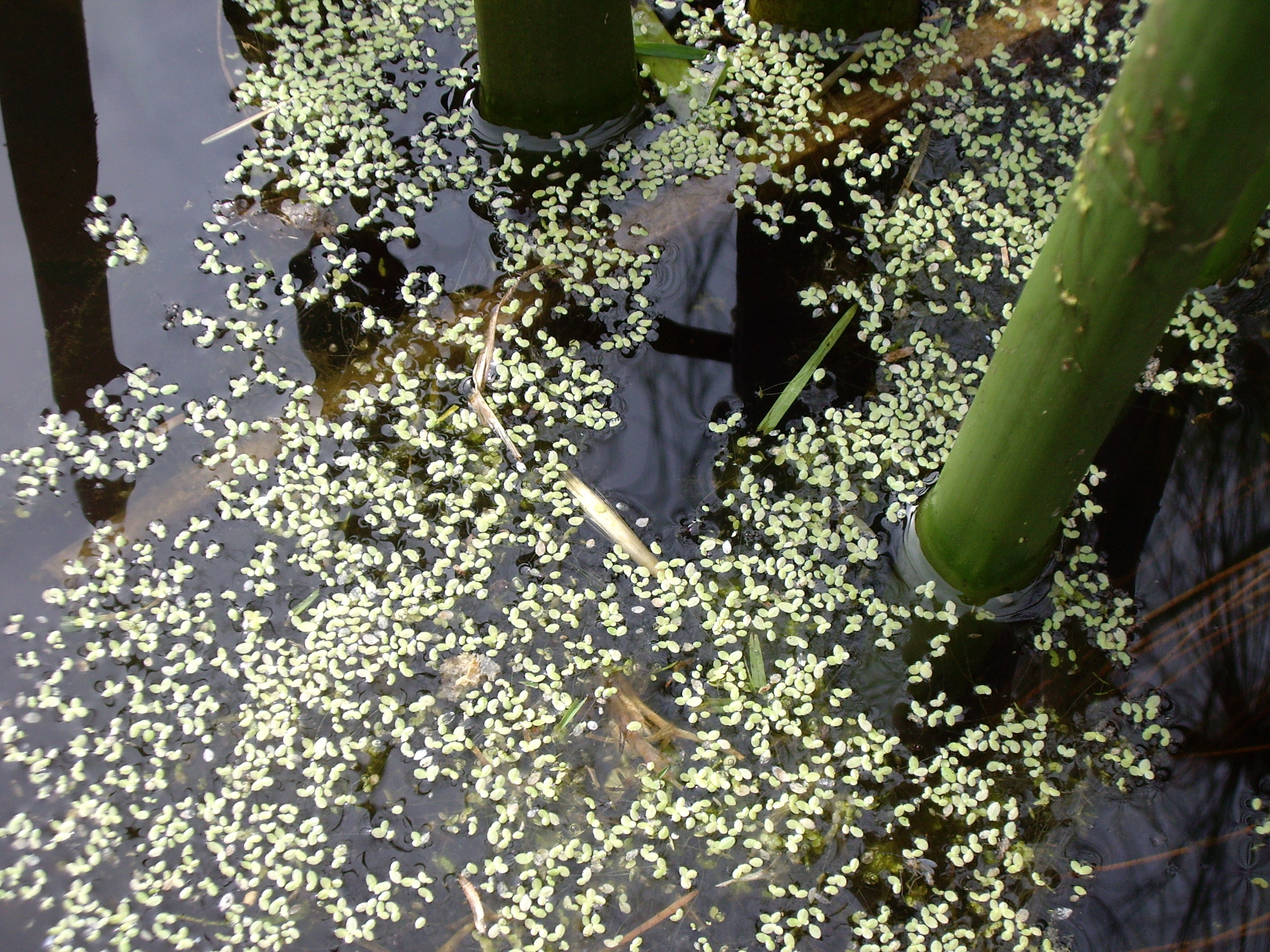
Lemna minor.